# Маршъл (окръг, Кентъки)
Окръг Маршъл (на английски: Marshall County) е окръг в щата Кентъки, Съединени американски щати. Площта му е 881 km², а населението - 30 125 души (2000). Административен център е град Бентън.